# 저스틴 과리니
저스틴 과리니(Justin Guarini, 1978년 10월 28일 ~ )는 미국의 가수로, 《아메리칸 아이돌 시즌 1》의 준우승자이다.

## 주요 이력
미국 조지아주 콜럼버스에서 출생하였고 지난날 한때 미국 펜실베이니아주 필라델피아에서 잠시 유아기를 보낸 적이 있는 그는 1999년 언더그라운드 라이브 클럽에서 가수 첫 데뷔하였다.